# Beiertheimer FV
Beiertheimer FV was een Duitse voetbalclub uit Beiertheim, een stadsdeel van Karlsruhe. 

## Geschiedenis
De club werd in 1898 opgericht als FC Germania Beiertheim. In 1903 sloot de club zich bij de Zuid-Duitse voetbalbond aan. In 1910 promoveerde de club naar de hoogste klasse en eindigde samen met Alemannia Karlsruhe op de laatste plaats. Ook het volgende seizoen werd de club laatste en door een competitiehervorming moest de club zich plaatsen voor het volgende seizoen. Na een nederlaag tegen VfB Stuttgart degradeerde de club. 
Na de Eerste Wereldoorlog had de club intussen de naam Beiertheimer FV aangenomen en werd de competitie hervormd en ging de club in de Badense competitie spelen, waar ze twee seizoenen in de middenmoot eindigden. Na dit seizoen werd de competitie opnieuw hervormd en de club ging nu in de Württemberg-Badense competitie spelen. Ze werden voorlaatste en omdat de competitie gehalveerd werd en enkel de top zich plaatste degradeerde de club. Hierna slaagde de club er niet meer in terug te keren. 
In 1937 sloot Post Beiertheim zich bij de club aan. In 1990 fuseerde de club met Turnerschaft Beiertheim 1884 en werd zo Sportverein Karlsruhe-Beiertheim 1884/98.  